# Gulfport (Mississippi)
Pour les articles homonymes, voir Gulfport.
Gulfport est la deuxième plus grande ville du Mississippi après la capitale de l'État, Jackson. En 2010, on recensait 67 793 habitants.
Gulfport se situe dans le comté de Harrison. C'est à Gulfport que sont basés les Seabees, une unité de génie militaire de l'US Navy. 

## Histoire
Gulfport a été fondée par William H. Hardy, le directeur de Gulf and Ship Island Railroad et par Joseph T. Jones qui prit en charge la construction du port.
Grâce à ses longues plages (6,7 km au total) bordant le Golfe du Mexique, Gulfport est rapidement devenue une destination touristique.
Le 17 août 1969, une grande partie de la ville a été touchée par l'ouragan Camille. Elle est détruite aux trois-quarts.

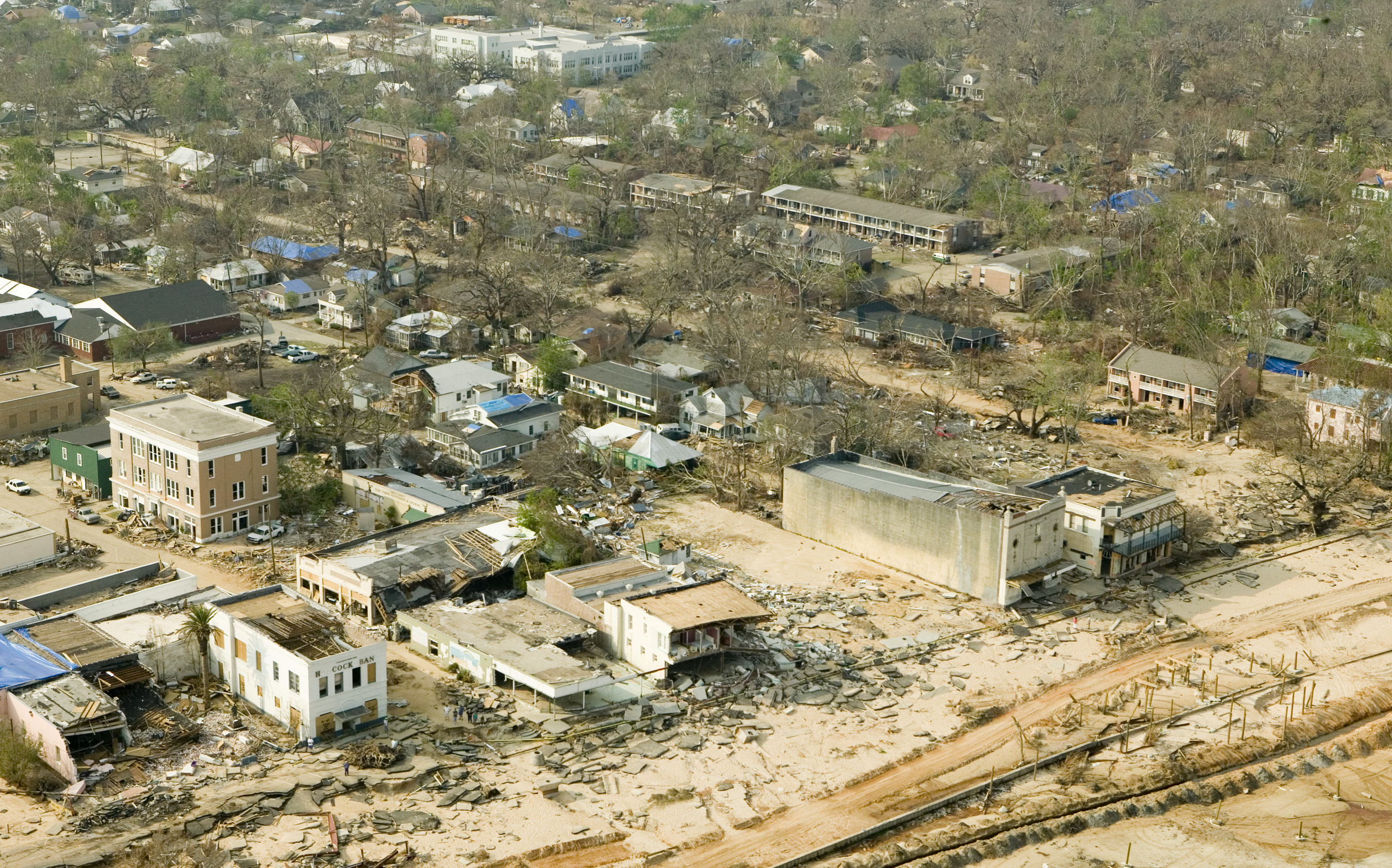
Dommages causés par l'ouragan Katrina.

En décembre 1993, 85 km² de terres ont été annexés à Gulfport, ce qui en a fait la deuxième ville la plus étendue de l'État du Mississippi.
Le 29 août 2005, Gulfport fut durement touchée par l'ouragan Katrina. Une grande partie de la ville a été inondée et détruite en une journée. À certains endroits, la hauteur d'eau atteignait neuf mètres. Des bâtiments ayant survécu en 1969 à l'ouragan Camille n'ont pas résisté à Katrina. Des bateaux  ont été projetés sur les autoroutes. En 2012, de nombreuses rues laissaient encore place à des fondations de bâtiments non reconstruits.

## Géographie
La ville s'étend sur 166,4 km². Elle est bordée par le golfe du Mexique au sud.

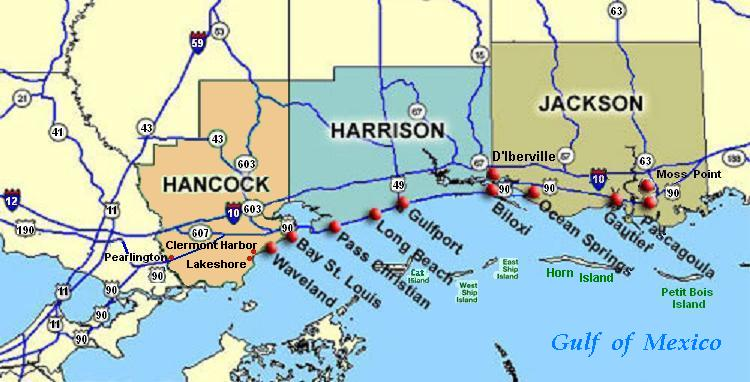

## Transport
Gulfport et la région côtière sont desservis par l'aéroport international de Gulfport-Biloxi.
Des installations militaires sont implantées à proximité de l'aéroport.

## Démographie
| 1900  | 1910  | 1920  | 1930   | 1940   | 1950   |
| ----- | ----- | ----- | ------ | ------ | ------ |
| 1 060 | 6 386 | 8 157 | 12 547 | 15 105 | 22 659 |

| 1960   | 1970   | 1980   | 1990   | 2000   | 2010   |
| ------ | ------ | ------ | ------ | ------ | ------ |
| 30 204 | 40 791 | 39 676 | 40 775 | 71 127 | 67 793 |

En 2010, il y avait 67 793 habitants à Gulfport, soit 459,9 habitants par kilomètre carré.

## Personnalités
- Mahmoud Abdul-Rauf, né Chris Wayne Jackson en 1969 à Gulfport, joueur américain professionnel de basket-ball, de la NBA[3].
- Brett Favre, né en 1969 à Gulfport, joueur de football américain[4].
- Brittney Reese (1986), athlète américaine spécialiste du saut en longueur, triple championne du monde en plein air en 2009, 2011 et 2013, et double championne du monde en salle en 2010 et 2012, a étudié et habité à Gulfport[5].
- Stuart Roosa, Colonel, (1933-1994), membre de l'US Air Force, astronaute du vol Apollo 14, a vécu à Gulfport où son épouse est morte en 2007, a été membre du Gulfport Yacht Club[6].
- Natasha Trethewey née à Gulfport en 1966, poétesse , prix Pulitzer de poésie en 2007, poète lauréat des États-Unis en  2012[7].
- Jesmyn Ward, romancière.